# 謝克一
謝克一（？—？），山東館陶人，清朝政治人物。同進士出身。
道光十六年（1836年），登三甲進士。道光二十一年（1841年）署江蘇荆溪縣知縣。道光二十二年（1842年）二月，任江蘇宜興縣知縣。道光二十六年（1846年），李奏議開復頂戴，《搢紳》作熊克一。